# Imma amphixantha
Imma amphixantha är en fjärilsart som beskrevs av Edward Meyrick 1906. Imma amphixantha ingår i släktet Imma och familjen Immidae. Inga underarter finns listade i Catalogue of Life.